# منشأة عصام
منشأة عصام أو طوخ البراغتة سابقًا إحدى قرى مركز شبين الكوم التابع لمحافظة المنوفية. ويحدها قرى منشأة بخاتي والماي، ومن أبناء القرية زكي بدر وزير الداخلية المصري السابق، وأحمد زكي بدر وزير التعليم المصري السابق.

## التاريخ
قرية منشأة عصام من القرى القديمة، حيث وردت باسم «طوخ البتنون» في أعمال المنوفية ضمن قرى الروك الصلاحي التي أحصاها ابن مماتي في كتاب قوانين الدواوين، كما وردت باسم «طوخ مراوه» في أعمال المنوفية ضمن قرى الروك الناصري التي أحصاها ابن الجيعان في كتاب «التحفة السنية بأسماء البلاد المصرية». وفي العصر العثماني وردت باسم «طوخ البراغتة» في التربيع العثماني الذي أجراه الوالي العثماني سليمان باشا الخادم في عصر السلطان العثماني سليمان القانوني ضمن قرى ولاية المنوفية، وفي تاريخ 1228هـ/1813م الذي عدّ قرى مصر بعد المسح الذي قام به محمد علي باشا باسم «طوخ البراغتة» ضمن قرى مديرية المنوفية. تغيّر الاسم حديثًا إلى منشأة عصام..

## السكان
بلغ عدد سكان منشأة عصام 4,591 نسمة، حسب الإحصاء الرسمي لعام 2006.